# Mykolajiv
Mykolajiv (ukrajinsky Миколаїв, rusky Николаев, Nikolajev) je průmyslové a přístavní město na jihu Ukrajiny, při řece Ingul. Leží 60 km severozápadně od Chersonu a 100 km od Oděsy a 65 kilometrů od Černého moře. Sloužil jako sídlo admirality a hlavní loděnice ruské Černomořské floty. Ruský kníže Grigorij Potěmkin nové město pojmenoval po svatém Mikuláši.
Jedná se o administrativní centrum Mykolajivské oblasti. Město samo tvoří čtyři rajóny. Rozkládá se zhruba 65 km severně od Černého moře na soutoku řek Jižní Bug a Inhul. V roce 2008 zde žilo 505 900 obyvatel, v roce 2022 už jen lehce přes 470 tisíc. V roce 2022 získalo čestný titul Město-hrdina Ukrajiny.

## Historie

### Starověk
Území nynějšího města Mykolajiv bylo osídleno již v letech 1250–925 př. n. l. Hmotné nálezy dokumentují starověkou (zřejmě skytskou) osadu, kterou archeologové nazvali „Divoká zahrada“. Pravděpodobně jde o nejstarší město na Ukrajině, o němž je v literatuře první písemná zmínka. Datum a místo osídlení bývá ztotožňováno s místem zmíněným v epizodě Homérovy Odyssey, jež vypráví o Odysseově cestě na konec světa. V okolí města jsou i další archeologická naleziště z dob Skýtů, jak dokládá inventář z místních mohyl neboli kurganů. Přibližně od 4. století př. n. l. se zde usazovali Řekové, a to poblíž majáku Sievers a vesnic Lupareve a Lymany.

### Kyjevská Rus
Podle vykopávek se na počátku 2. tisíciletí našeho letopočtu na území moderního Mykolajiva nacházel křesťanský klášter, který byl zničen invazí Mongolů v letech 1233–36.

### Středověk
V roce 1399 postavil litevský velkovévoda a pozdější král Vytautas, v jižní části nynějšího města, svůj hrad Vytautas a také celnici, která stála na hranicích s krymskými Tatary. Výsledkem toho bylo, že už v roce 1409 se Vytautasovi podařilo domluvit s chány ze Zlaté hordy příměří. Vytautas pak za účelem dobytí mořského pobřeží vybudoval i pevnost Ackerman a opevnil město Tavan. Za jeho vlády se rozvinul také obchod s italskými, především janovskými obchodníky na nedalekém Krymu. Rozsáhlá výstavba vyžadovala hodně pracovních sil a mnoho ukrajinského obyvatelstva, které bylo v té době převážně zaměřeno na zemědělství se tak přestěhovala do nedalekých stepí a stali se tak kozáky. Ti měli povinnost výměnou za nově nabytou půdu chránit přilehlé osady (toto období se nazývá Knížecí věk Litevských pánů).

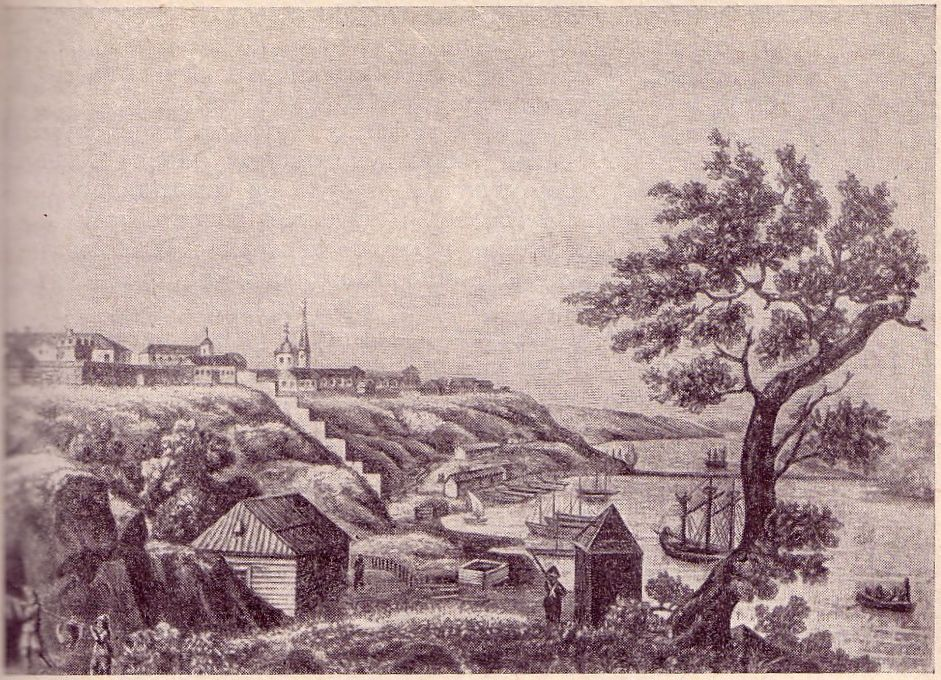
Mykolajiv na rytině z konce 18. století

 Litevská éra v dějinách regionu se stala pokračováním slavné historie Kyjevské Rusi.
Postupem času se obrovský stát od Baltského k Černému moři rozšířil i na levý břeh řeky Bug. Byla postavena pevnost Dashiv (dnes Ochakiv), která postupem času převzala funkce obranné pevnosti před Tatary a získala tak významný politický význam. Role této osady při posilování moci litevského státu v zemích černomořské oblasti byla v této době velká.
Od konce 15. století byla historie jižní části kraje úzce spjata se Záporožskými kozáky, kteří se stali základem pro formování ukrajinského etnika v těchto částech země. Na březích řek a potoků byly zakládány kozácké osady, kozácké tábory a mosty přes řeky. Prchali sem také rolníci z celé Ukrajiny, z Polska, Litvy, Pruska, Maďarska, Moskevského knížectví a Otomanské říše (převážně Řeci).

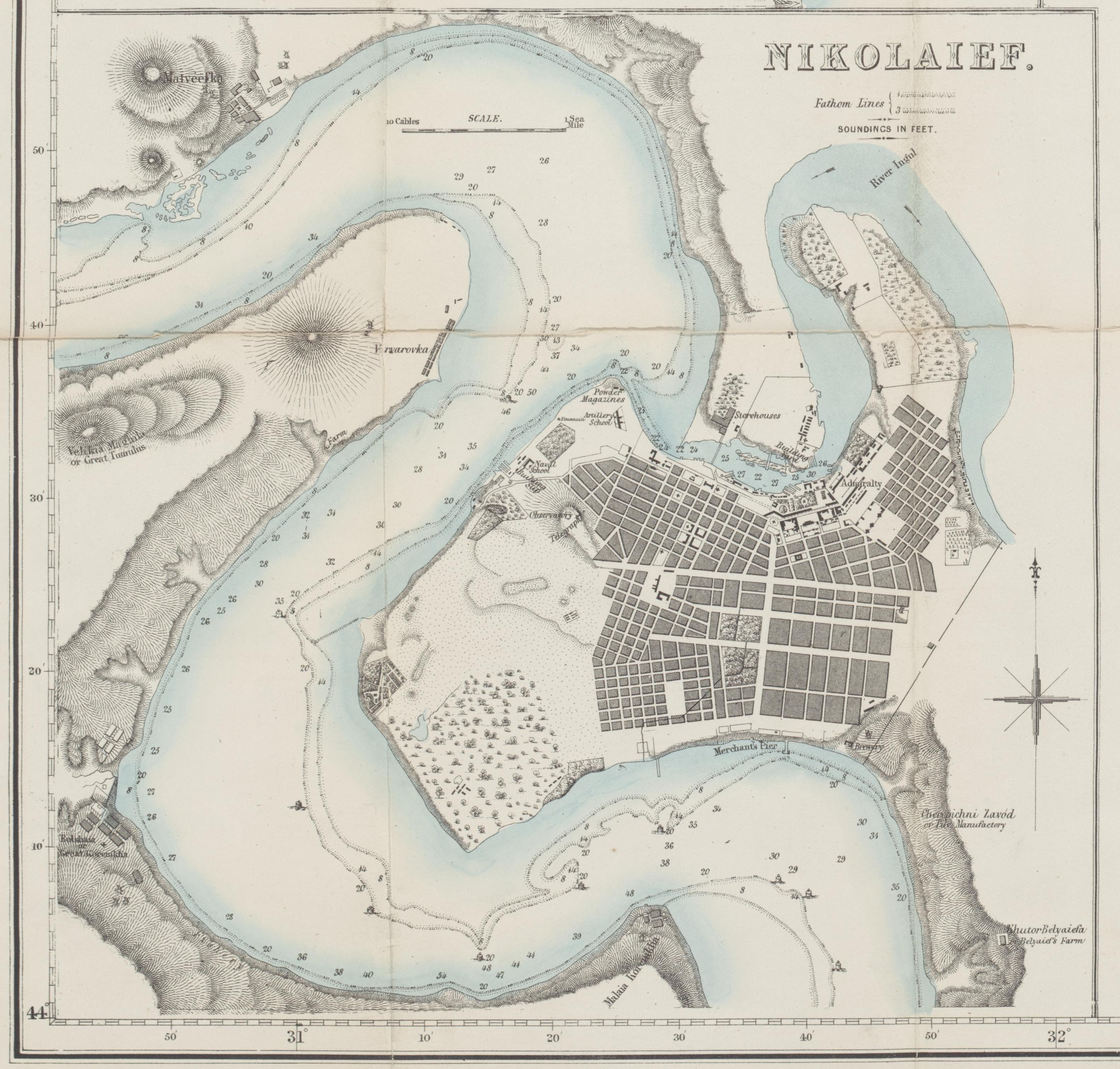
Plán města z roku 1855

### Ruská říše
Velký význam město získalo v rusko-tureckých válkách. Ve městě byla zřízena nemocnice, kde se léčilo vodou z místních pramenů a roku 1788 zde byly umístěny flotily kozáků, které vedl Ataman Sidor Bely a Michail Kutuzov. V roce 1789 byla knížetem Grigorijem Potěmkinem přejmenována Vitovka nejprve na Bohojavlensk (zřejmě kvůli léčivým „Božským“ pramenům), a poté na pozdější název Nikolajev. Prvním občanem města se stal podnikatel, voják a stavitel Michail Faleyev. (Dle příkazu č. 1065 z 9. září 1789), což je také první zdokumentovaná zmínka o názvu města Nikolajev.) Město bylo přejmenováno na počest patrona námořníků, svatého Mikuláše (ukrajinsky Mykoly, rusky Nikolaje) z Myry. Moderní Mykolajiv/Nikolajev se roku 1789 rozvinul díky stavbě lodí a to především zásluhou knížete Grigorije Potěmkina, tehdejším ruským maršálem a vojevůdcem, milencem a guvernérem carevny Kateřiny II. Stavba lodí a loděnice mají velký význam v ekonomice města i v současné době. Během 19. století byl Mykolajiv (rusky Nikolajev) centrem stavby lodí v Černém moři a také centrem řízení Černomořské floty nejprve carské Ruské říše, pak i samostatné ukrajinské první republiky.

### 20. století – první republika
V roce 1918 byl Mykolajiv obsazen cizími vojsky. V roce 1920 byla nastolena sovětská moc. Na začátku druhé světové války Mykolajiv obsadili Němci 16. srpna 1941. V září vojáci zmasakrovali ve městě a v regionu přes 35 000 civilistů, mnoho z nich Židů. Dne 28. března 1944 město osvobodila Rudá armáda. V poválečném období se Mykolajiv stal jedním z center stavby lodí SSSR se třemi loděnicemi.

### Sovětské období
Během Hladomoru v letech 1932–1933 zemřelo na hladomor nejméně 6045 obyvatel města.
V roce 1937 se město stalo centrem Mykolaivské oblasti a Mykolajivského okresu. Během druhé světové války, před ofenzivou německých vojsk 17. srpna 1941 nacisté obsadili Mykolajiv. 16. září 1941 němečtí okupanti shromáždili na městském hřbitově nejméně 3500 Židů a zavraždili je. Mykolajiv byl osvobozen od Němců 28. března 1944.
V poválečném období se Mykolajiv stal jedním z největších center stavby lodí v SSSR. V Mykolajivu existoval tajný podnik Ministerstva rozhlasového průmyslu („PVTP“ – Jižní výrobní a technický podnik), který se zabýval výrobou rádiových komplexů pro ovládání vesmírných satelitů a zařízení.

### Nezávislá Ukrajina
1. prosince 1991 obyvatelé Mykolajiva spolu s obyvateli regionu na druhém celoukrajinském referendu potvrdili 89,45 % hlasů „pro“ vyhlášení nezávislosti Ukrajiny na SSSR.
15. listopadu 1996 zahrnula Nejvyšší rada Ukrajiny osady Velyka Korenikha , Matviivka , Ternivka a vesnici Mala Korenikha do městských částí. 

### Ruská agrese 2022
V březnu 2022 se město stalo cílem útoků v rámci ruské invaze na Ukrajinu. Během následujících ostřelování bylo zničeno letiště Kulbakino, poškozena budova městské rady a některé další veřejné budovy.

## Vývoj počtu obyvatel
| 1792  | 1863   | 1897   | 1911    | 1929    | 1959    | 1964    | 1989    | 2001    | 2008    | 2015    | 2020    | 2022    |
| ----- | ------ | ------ | ------- | ------- | ------- | ------- | ------- | ------- | ------- | ------- | ------- | ------- |
| 1 566 | 64 600 | 92 000 | 105 000 | 104 909 | 226 000 | 272 000 | 524 000 | 514 000 | 505 900 | 494 381 | 477 911 | 470 011 |

## Památky

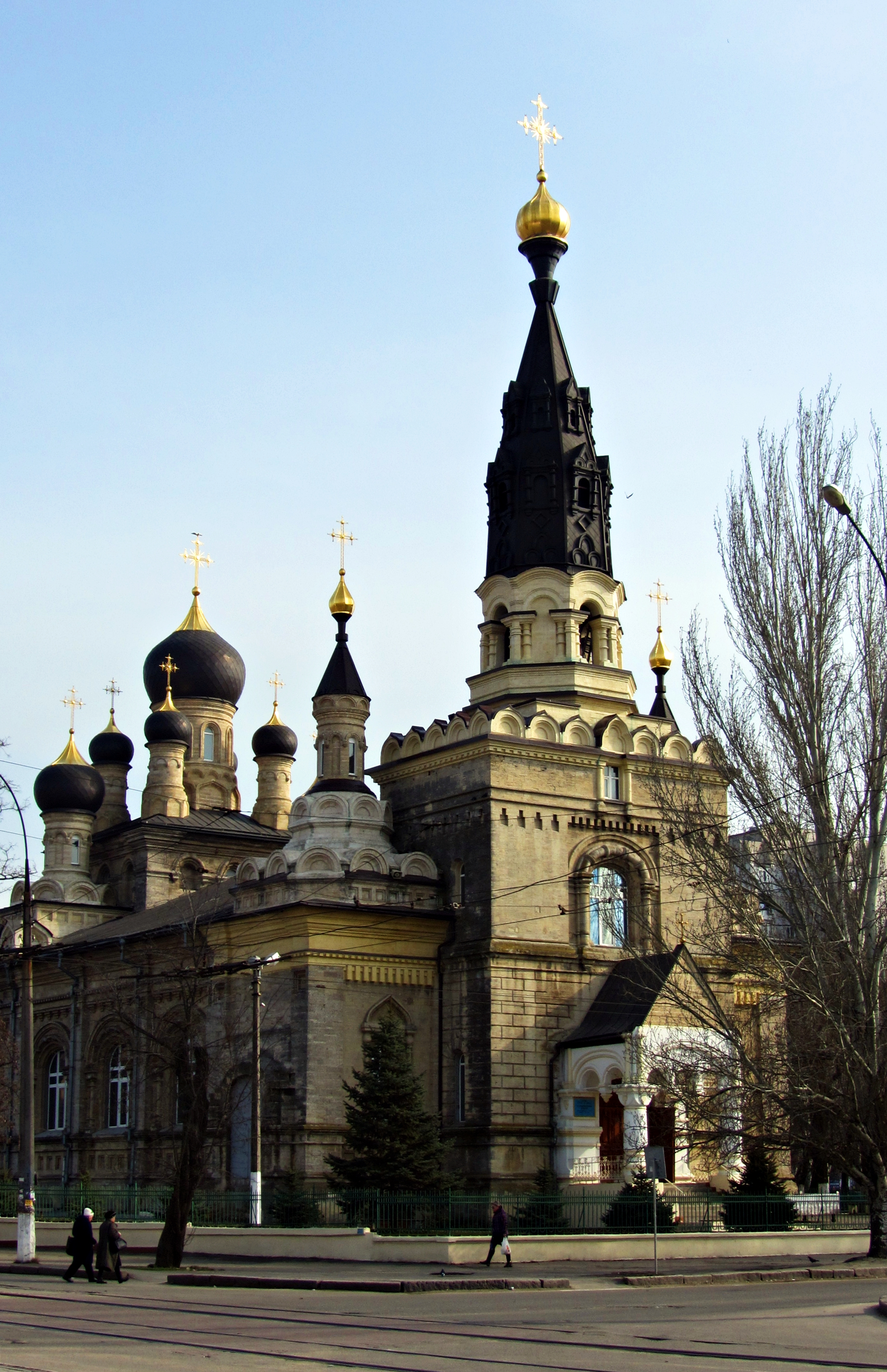
Katedrála matky Boží Kasperské

- Barokní katedrála Narození Bohorodičky
- Katedrála Matky Boží Kasperské
- stará synagóga
- luteránský kostel Krista Vykupitele, novogotická budova
- klasicistní budova admirality, před ní pomník knížete Potěmkina
- novogotická budova 1. městské nemocnice
- nejstarší budova technické univerzity
- Mykolajevská nekropole – hřbitov s mnoha monumenty, kaplovými hrobkami a masovými válečnými hroby
- Klasicistní městské brány a část středověkých hradeb s parkánem městského opevnění
- Ruské dramatické divadlo
- městské paláce z 19. a počátku 20. století
- námořní škola

## Osobnosti

### Významní rodáci
- Mykola Arkas – ukrajinský hudební skladatel, spisovatel a historik
- Georgij Brusilov – ruský polárník
- Olha Charlanová – olympijská vítězka z LOH 2008 v Pekingu
- Natálie Lysenková (1884–1969) – filmová herečka
- Stěpan Makarov – ruský admirál
- Valentina Shuklina – česká hudebnice a dirigentka
- Menachem Mendel Schneerson – chasidský rabín
- Vladimir Vasiljev – ruský spisovatel

### Ostatní osobnosti
- Isaak Babel – novinář a spisovatel, strávil zde část svého dětství
- Lev Davidovič Trockij – revolucionář a marxistický teoretik, studoval zde

## Partnerská města
- Bursa, Turecko
- Galați, Rumunsko
- Malko Tarnovo, Bulharsko
- Pleven, Bulharsko
- Kutaisi, Gruzie
- Bordžomi, Gruzie
- Batumi, Gruzie
- Terst, Itálie
- Tchien-ťin, Čína
- Te-čou, Čína
- Wej-chaj, Čína
- Lyon, Francie

## Galerie

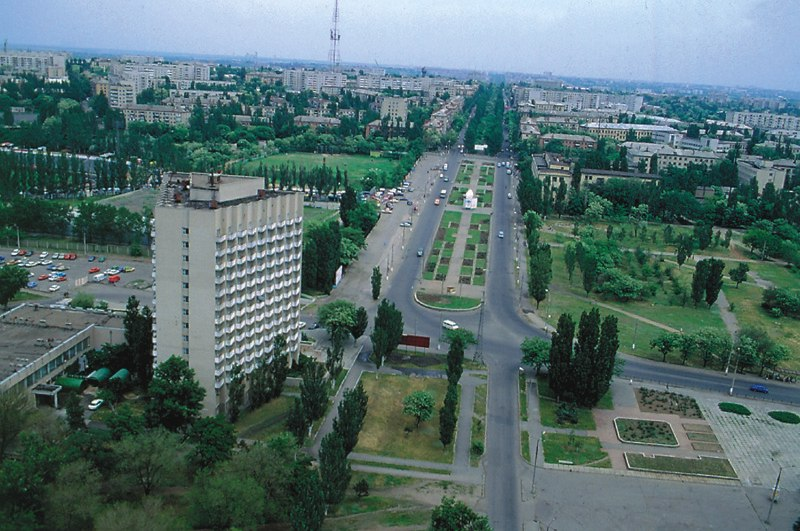
Prospekt míru, hlavní dopravní tepna
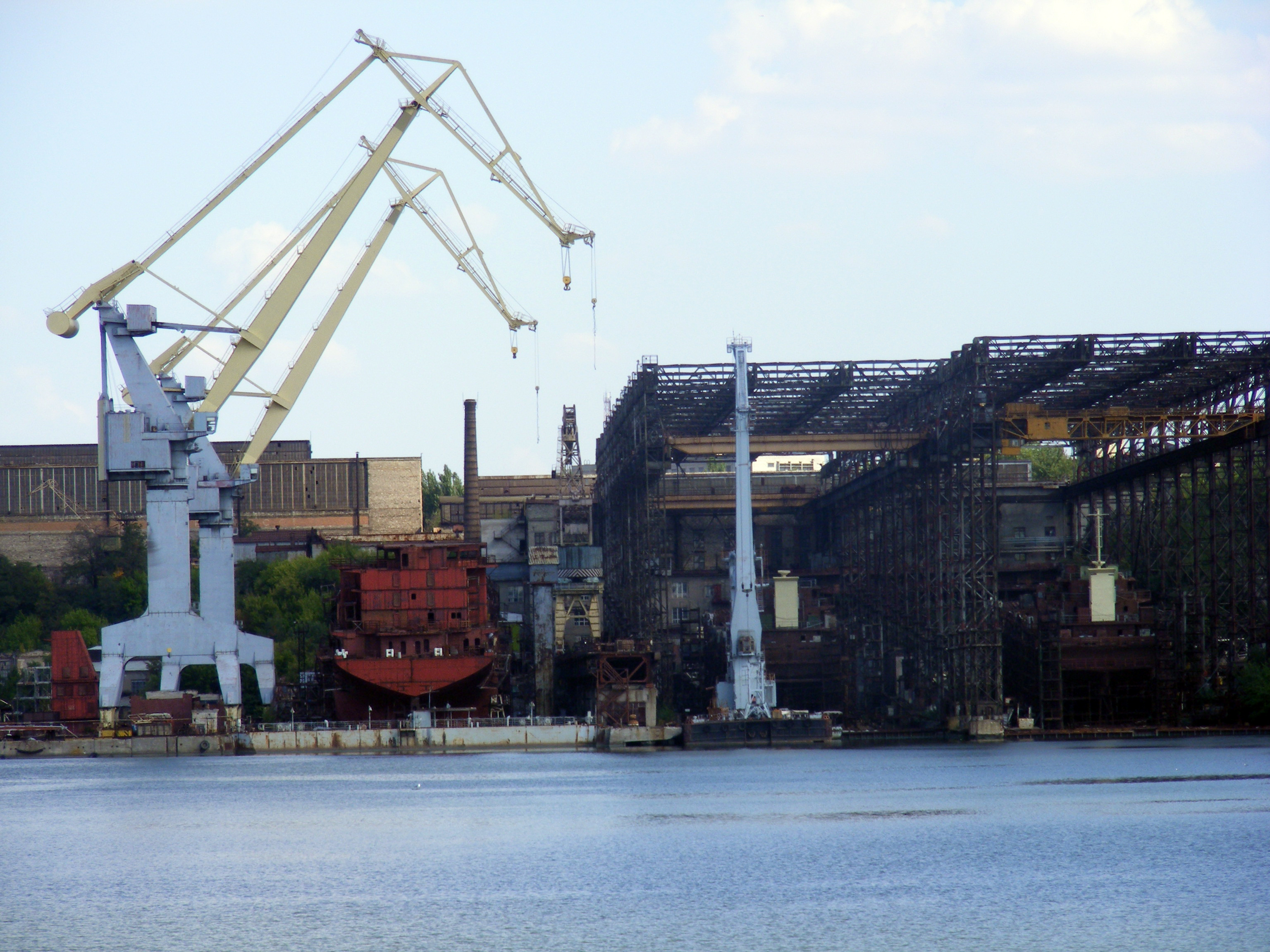
Loděnice
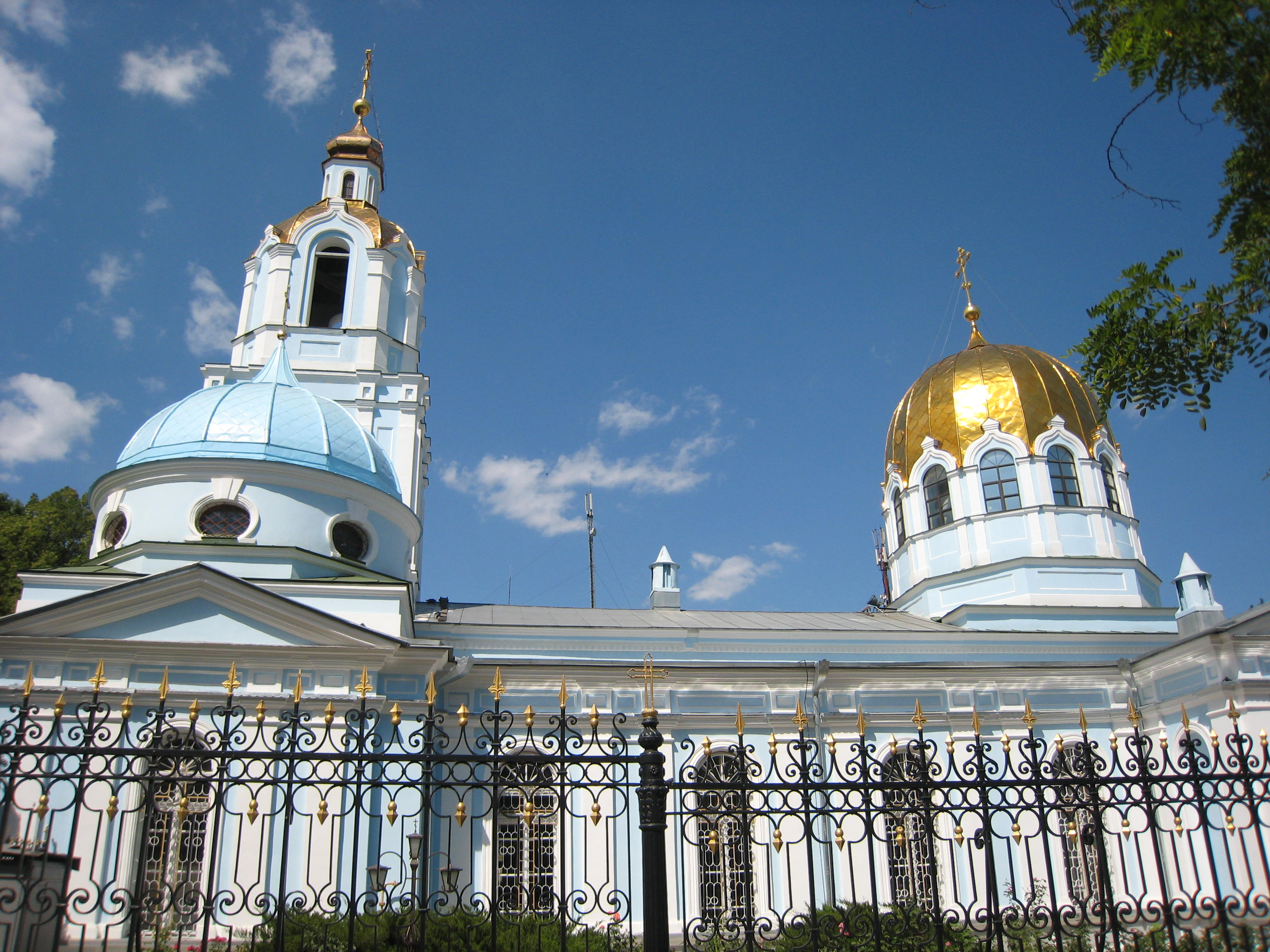
Katedrála Narození Bohorodičky
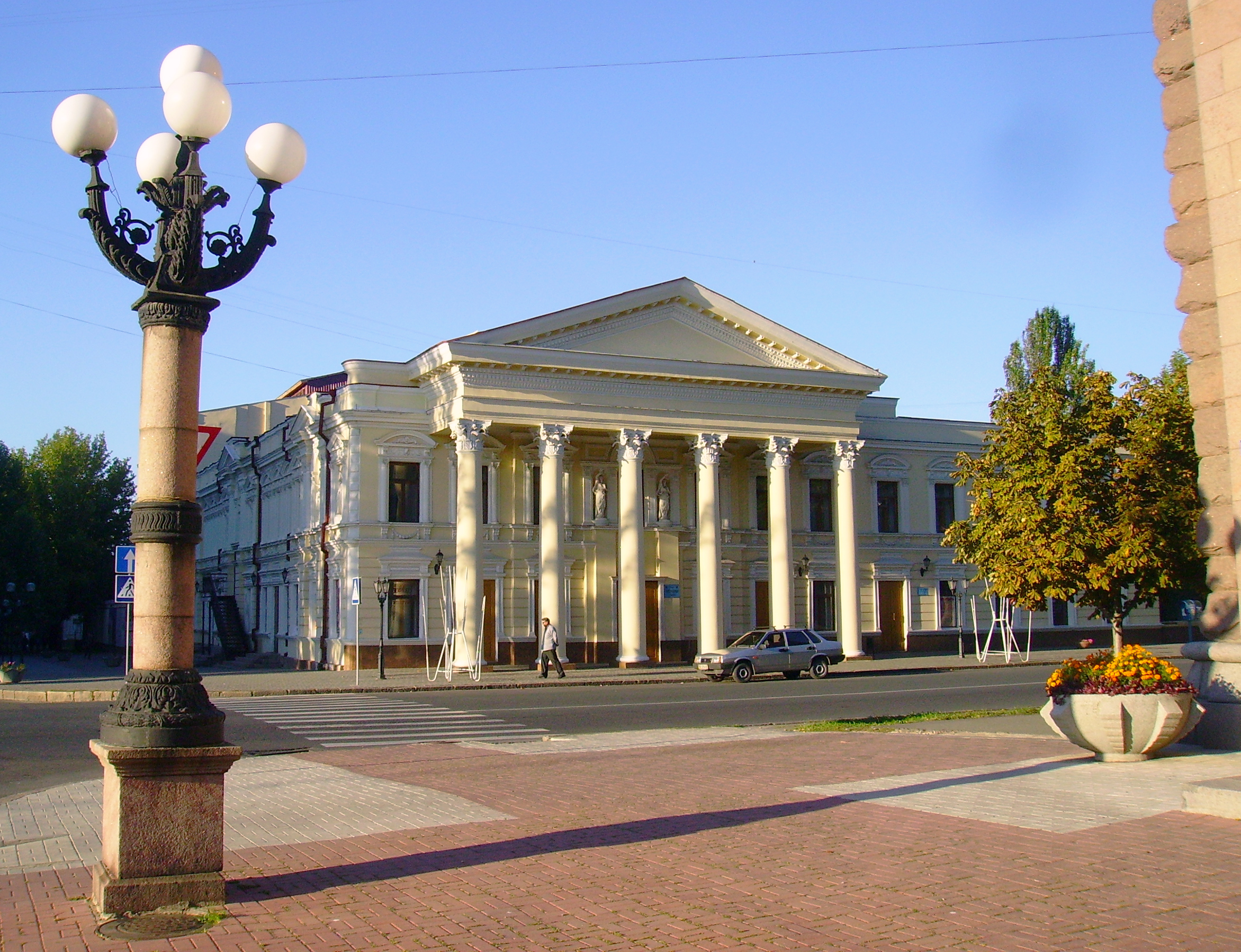
Ruské dramatické divadlo
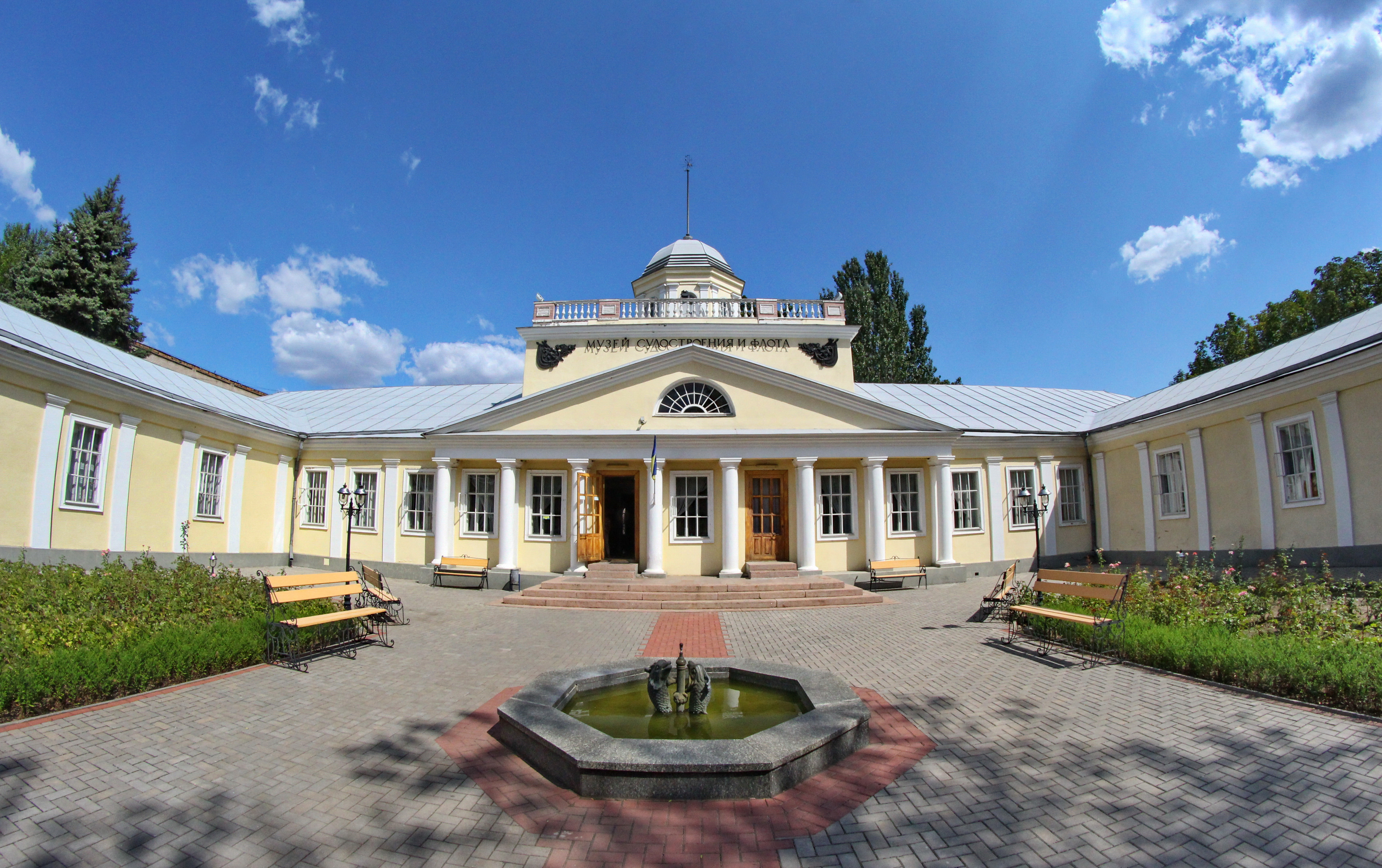
Námořnické muzeum